# Бронзовий вексель
Брóнзовий вéксель — фіктивний вексель; боргове зобов'язання, що не має реального забезпечення.
Виписується на ім'я неіснуючої або заздалегідь неплатоспроможної особи. Метою подібної операції є отримання кредиту чи збільшення заборгованості неплатоспроможної особи для того, щоб майно банкрута залишилось у близьких йому осіб, замість того, щоб перейти у власність реальних кредиторів. На відміну від дружнього векселя, у якому особа, що його акцептувала (підписала), бере на себе вексельні зобов'язання, бронзовий вексель виникає для обману кредиторів. Незважаючи на економічну дефектність дружніх та бронзових векселів, у них немає юридичних дефектів, оскільки підписи не фіктивні, наявні усі реквізити.

## Джерело
Івасів І. Б. Операції банків з векеселями. / А. М. Мороз, М. І. Савлук, М. Ф. Пуховкіна та ін.; За заг. ред. А. М. Мороза // Банківські операції: Підручник 3-тє вид. — Київ, КНЕУ, 2008. — с. 286—340.